# اچ‌ام‌اس شانون (۱۹۰۶)
اچ‌ام‌اس شانون (۱۹۰۶) (به انگلیسی: HMS Shannon (1906)) یک کشتی بود که طول آن ۴۹۰ فوت (۱۴۹٫۴ متر) بود. این کشتی در سال ۱۹۰۶ ساخته شد.